# حجي كاي
حجي كاي هو سياسي تنزاني، ولد في 10 أكتوبر 1971 في زنجبار في تنزانيا. نشط حزبياً في الجبهة المتحدة المدنية. في 2015 Tanzanian general election ‏، انتخب عضو الجمعية الوطنية لتنزانيا ‏ عن دائرة Micheweni ‏ وقد انضم خلال فترته النيابية ‏ (29 أكتوبر 2015 – ) للكتلة البرلمانية الجبهة المتحدة المدنية.